# ابراهيم حويجة
ابراهيم حويجة كان ضابطاً سورياً تقلد منصب رئيس إدارة المخابرات الجوية في 1987-2002.
ويُعتبر أحد أبرز الشخصيات الأمنية في عهد الرئيس السوري المتوفى حافظ الأسد. ارتبط اسمه بتهم ارتكاب جرائم حرب واغتيالات سياسية، أبرزها الإشراف على اغتيال الزعيم الدرزي اللبناني كمال جنبلاط عام 1977. أُلقي القبض عليه في 6 مارس 2025 في مدينة جبلة بمحافظة اللاذقية من قبل قوات الأمن السورية بعد سقوط نظام بشار الأسد في ديسمبر 2024.

## حياته
ولد حويجة في عين شقاق بريف جبلة بمحافظة اللاذقية. استهل مسيرته كضابط في المخابرات السورية في سبعينات القرن العشرين، وقد أظهرت التحقيقات أن مكتب المخابرات السورية في بيروت كان المسؤول عن اغتيال الزعيم الدرزي كمال جنبلاط. بعدها تولى منصب رئاسة المخابرات الجوية في 1987 خلفاً لمحمد الخولي. في 2002، تم إقالته في عهد الرئيس بشار الأسد.
ابنته كنانة حويجة عملت في التلفزيون السوري الرسمي وشاركت في مفاوضات تهجير المسلحين من المناطق المحاصرة خلال الحرب الأهلية السورية. في آذار 2025، تم إعلان القبض عليه خلال حملات الاعتقالات بعد سقوط نظام الأسد.

## مسيرته العسكرية والأمنية
في عام 1977، كان حويجة يحمل رتبة نقيب في الاستخبارات الجوية، وارتبط اسمه بتنفيذ عملية اغتيال كمال جنبلاط، زعيم الحزب التقدمي الاشتراكي اللبناني، في 16 مارس من ذلك العام، وفقًا لإفادة وليد جنبلاط أمام المحكمة الدولية الخاصة بلبنان في 7 مايو 2015. لاحقًا، في عام 1987، تولى منصب رئيس إدارة المخابرات الجوية خلفًا لمحمد الخولي، واستمر في هذا المنصب حتى أقاله بشار الأسد في عام 2002 ضمن محاولاته للحد من نفوذ "الحرس القديم" في النظام.
خلال فترة رئاسته للمخابرات الجوية، لعب حويجة دورًا محوريًا في العمليات الأمنية داخل سوريا وخارجها، خصوصًا في لبنان أثناء الوجود العسكري السوري. يُتهم بالإشراف على عمليات اغتيال واعتقال وتعذيب معارضين سياسيين، بما في ذلك دوره المزعوم في قمع انتفاضة حماة عام 1982 إلى جانب رفعت الأسد، شقيق حافظ الأسد . كما أشارت تقارير إلى قربه من رفعت الأسد خلال تلك الفترة.

## إغتيال كمال جنبلاط
يُعد اغتيال كمال جنبلاط أبرز الحوادث التي ارتبط بها اسم إبراهيم حويجة. وقعت العملية في 16 مارس 1977، عندما تعرضت سيارة جنبلاط لكمين في منطقة الشوف بلبنان، حيث قُتل بالرصاص مع مرافقيه . وفقًا لإفادة وليد جنبلاط، نجل كمال، أمام المحكمة الدولية الخاصة بلبنان، فإن التحقيقات اللبنانية أشارت إلى أن مكتب المخابرات السورية في بيروت، بقيادة إبراهيم حويجة، نفذ العملية بأوامر من النظام السوري . يُذكر أن هذا الاغتيال جاء في سياق توترات سياسية حادة بين جنبلاط والنظام السوري بقيادة حافظ الأسد .

## حياته الشخصية
إبراهيم حويجة متزوج وله ابنة تُدعى كنانة حويجة، التي عملت مذيعة في التلفزيون السوري الرسمي. برز اسمها في السنوات الأخيرة كمفاوضة باسم نظام بشار الأسد مع فصائل المعارضة، حيث ظهرت في مقاطع فيديو تتفاوض على عمليات إجلاء أو مصالحات. اتهمها المرصد السوري لحقوق الإنسان بتقاضي عمولات كبيرة على صفقات تهجير المعارضين، مما أكسبها لقب "المذيعة المليونيرة"

## إعتقاله
في 6 مارس 2025، أعلنت إدارة الأمن العام السوري اعتقال إبراهيم حويجة في مدينة جبلة بعد عملية رصد وتحري دقيقة، وذلك بعد سقوط نظام بشار الأسد في ديسمبر 2024 وبدء حملة ملاحقة المسؤولين السابقين المتهمين بانتهاكات . ونقلت وكالة سانا عن مصدر أمني أن حويجة "متهم بمئات الاغتيالات في عهد حافظ الأسد، منها الإشراف على اغتيال كمال جنبلاط" . علّق وليد جنبلاط على الاعتقال عبر منصة إكس بقوله: "الله أكبر" .